# Люнебург
Лю́небург (нім. Lüneburg, ниж.-нім. Lümborg) — ганзейське місто в Нижній Саксонії (Німеччина), за 50 км на південний схід від Гамбурга. Центр однойменного району. Через Люнебург протікає річка Ільменау, притока Ельби.
Площа — 70,34 км2. Населення становить 75 599 ос. (станом на 31 грудня 2021).

## Історія
В старі часи місто називалося Глюні. Це старинне слов'янське місто. У 795 році в місті Глюні був похований перший князь Ободрицького союзу — князь Віцан. У Середньовіччя місто було дуже багатим завдяки торгівлі сіллю. Поруч з містом знаходилося декілька родовищ солі. Її експортували в сусідні землі. Старим соляним шляхом її доставляли до Любека, а звідти на все балтійське узбережжя. Довгий час Люнебург був однією зі столиць герцогів Брауншвейг-Люнебурзьких; місто та його сіль були факторами могутності та процвітання Ганзи.
Люнебург уперше згадується в літописах за 956 рік. 1158 року багато люнебурзських купців стали повноправними членами Торгового союзу — предтечі Ганзи. У Ганзейский союз місто взяли на першому з'їзді (Hansetag) 1356 року, через дві вагомі причини: його географічне положення та комерційне значення.
У XVI–XVII ст. місто було столицею Брауншвейг-Люнебурзького герцогства, яким правили Вельфи. З перенесенням столиці їхніх володінь у Ганновер політико-економічне значення міста впало. У 1700 — 1703 роках тут, у співочій школі при церкві св. Михайла, навчався Йоганн Себастьян Бах. Тут же він познайомився з відомим органістом Георгом Бемом, що працював в церкві св. Іоанна й мав великий вплив на подальшу долю композитора.
На кошти Люнебурга з його жителів 1815 року був створений люнебурзський батальйон, який взяв участь у битві при Ватерлоо. Прапор батальйону ніс принц з династії Пон. Батальйон майже в повному складі на чолі з принцом загинув при обороні Ге-Сент.
1814 року Люнебург залишився у складі Брауншвейг-Люнебурга, перетвореного за рішенням Віденського конгресу з Брауншвейг-Люнебурзького курфюрства на Ганноверське королівство.
Після Австро-пруської війни 1866 року Ганноверське королівство було анексоване Прусією та перетворено в прусську провінцію «Ганновер». У її складі Люнебург залишався до ліквідації провінцій Пруссії 1946 року й був адміністративним центром урядового району «Люнебург».
Під час «Третього рейху» з 1937 року Люнебург був столицею гау НСДАП «Східний Ганновер». У кінці Другої світової війни 4 травня 1945 року біля села Вендіш-Еферн на південь від Люнебурга німецька делегація на чолі з генерал-адміралом Гансом-Георгом фон Фрідебургом у присутності британського фельдмаршала Бернарда Монтгомері підписала Акт про беззастережну капітуляцію німецьких військ на північному заході Німеччині, у Данії та Нідерландах. Після закінчення війни Люнебург увійшов до Британської окупаційної зони.
У Люнебурзі вчинив самогубство відомий нацист, рейхсфюрер СС Генріх Гіммлер, коли потрапив у британський полон. 23 травня 1945 року перед допитом він розкусив ампулу з ціаністим калієм. Також в Люнебурзі тиждень потому в британському госпіталі після спроби суїциду помер заарештований англійцями гауляйтер Східного Ганновера Отто Телшов.
Видобуток солі було остаточно припинено лише 1980 року — цей рік став останнім в тисячолітній історії промислу. 1989 року в Люнебурзі було засновано університет. Тривала вирубка лісу, що використовувався як паливо при випарюванні солі, призвела до появи навколо міста унікальної Люнебурзької пущі (нім. Lüneburger Heide).
До XVIII століття в Люнебурзі й Люнебурзькому районі Люхов проживали залишки місцевих слов'ян — древан, що жили в цьому районі до приєднання до Священної Римської імперії, на початку другого тисячоліття нової ери.

## Культура й освіта

### Театри
- Театр Люнебург (Theater Lüneburg) — тут ставлять не тільки п'єси, але й опери, оперети, мюзикли та балети.
- Північнонімецька сцена Зюльфмайстер (Niederdeutsche Bühne Sülfmeister).
- Малий театр у погребі (Kleines Keller Theater e. V.).
- Аматорський театр «Світло рампи» (Amateurtheater Rampenlicht e. V.).
- Театр Спотлайт (Theater Spotlight).
- Театр в e.novum (theater im e.novum) — невеликий приватний театр.

### Музеї
- Своєрідним музеєм є старе місто Люнебурга, один з небагатьох архітектурних ансамблів старомістя, що не був пошкоджений під час Другої світової війни.
- Німецький музей солі (Deutsches Salzmuseum|Deutsche Salzmuseum).
- Земельний музей Східної Пруссії (Ostpreußisches Landesmuseum).
- Північнонімецький музей броварства (Norddeutsches Brauereimuseum).
- Музей Люнебурзького герцогства (Museum für das Fürstentum Lüneburg).
- Люнебурзький музей природи (Naturmuseum Lüneburg).

### Освітні заклади
- Міхаелісшулє (школа святого Михайла), заснована в XIV столітті, найдавніша історична школа міста, що діяла при монастирі.
- Люнебурзький університет, заснований 1989 року.
- Вища технічна школа Північно-Східної Німеччини.

## Визначні місця

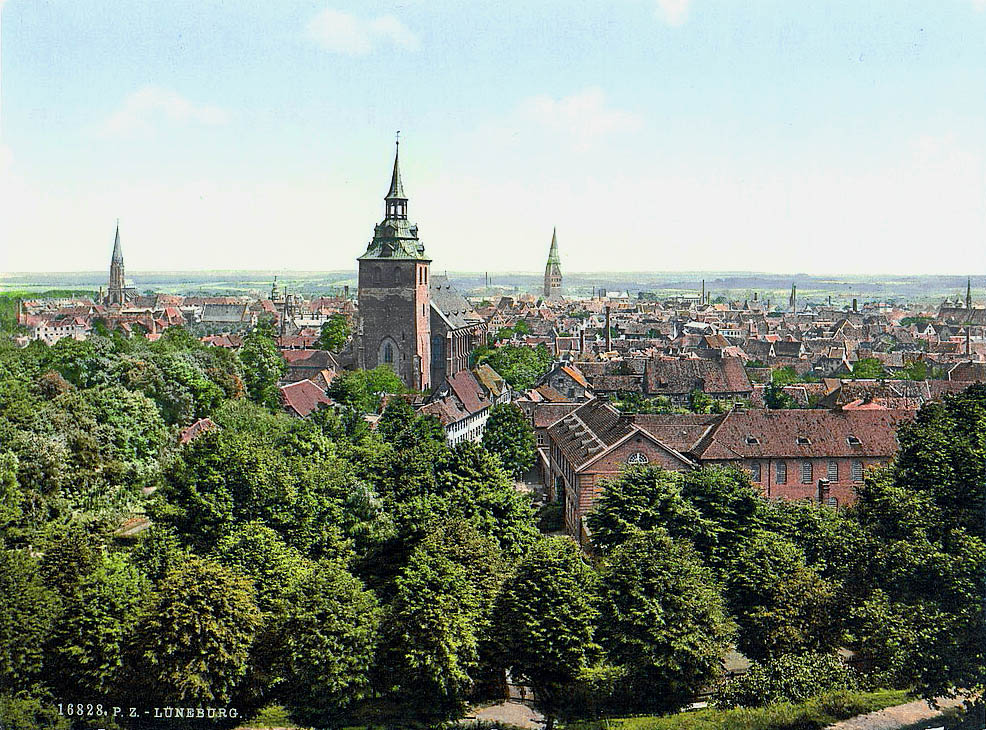
Місто близько 1895 року
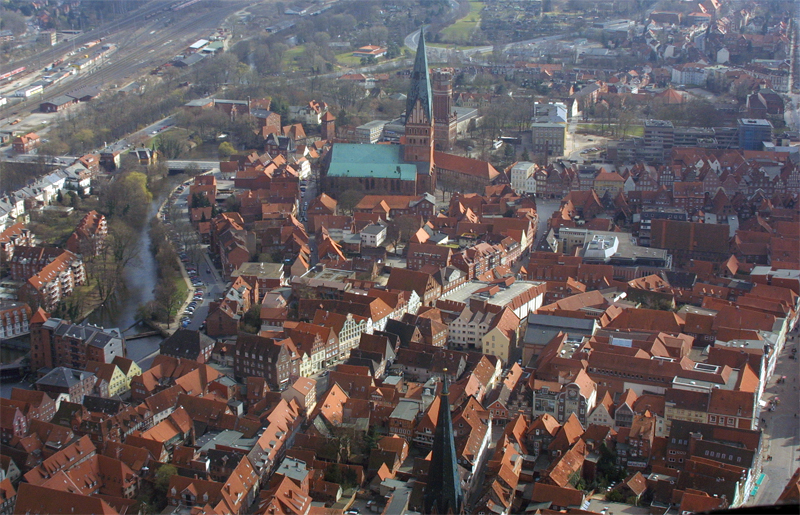
Місто 2003 року
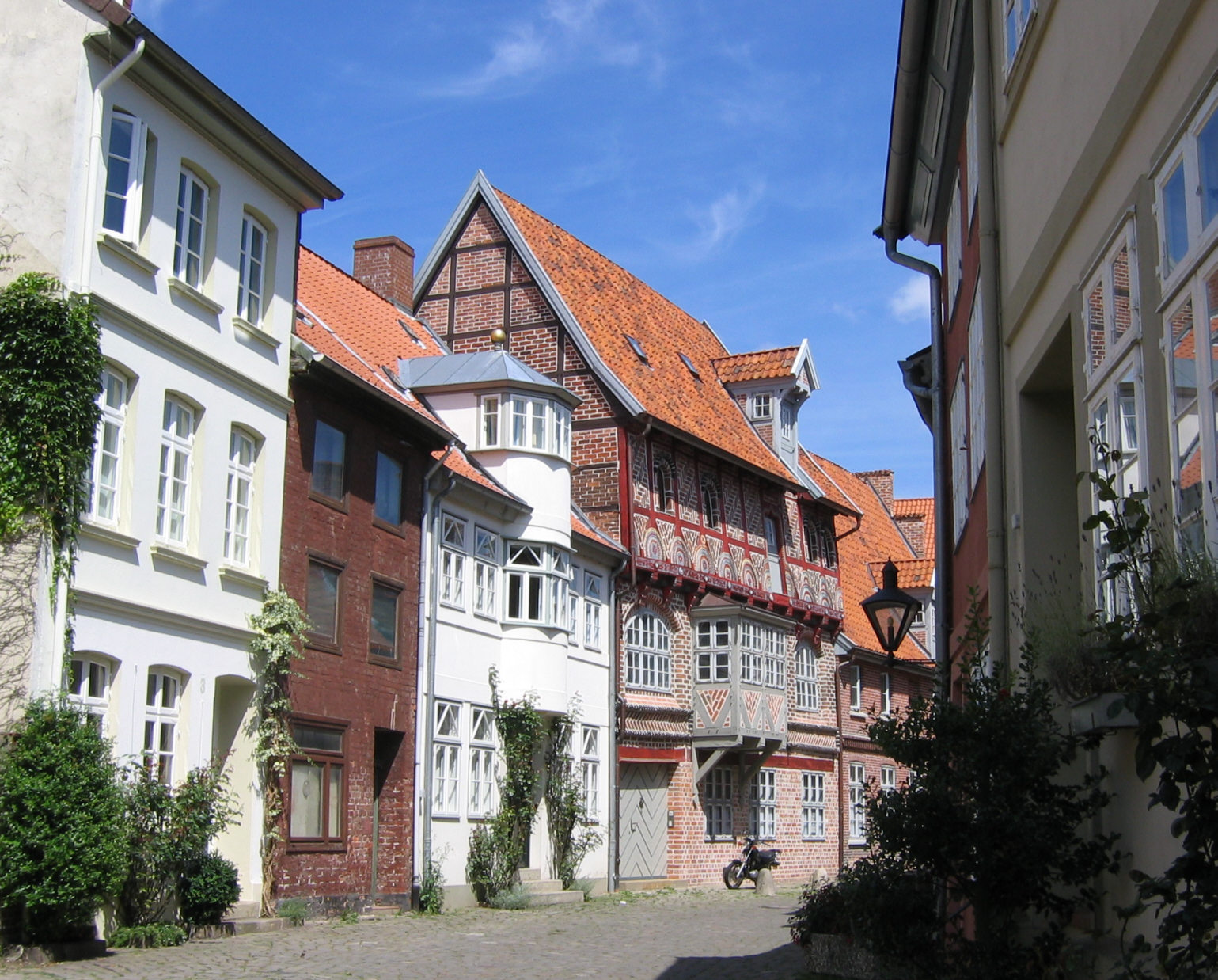
Вуличка старого міста
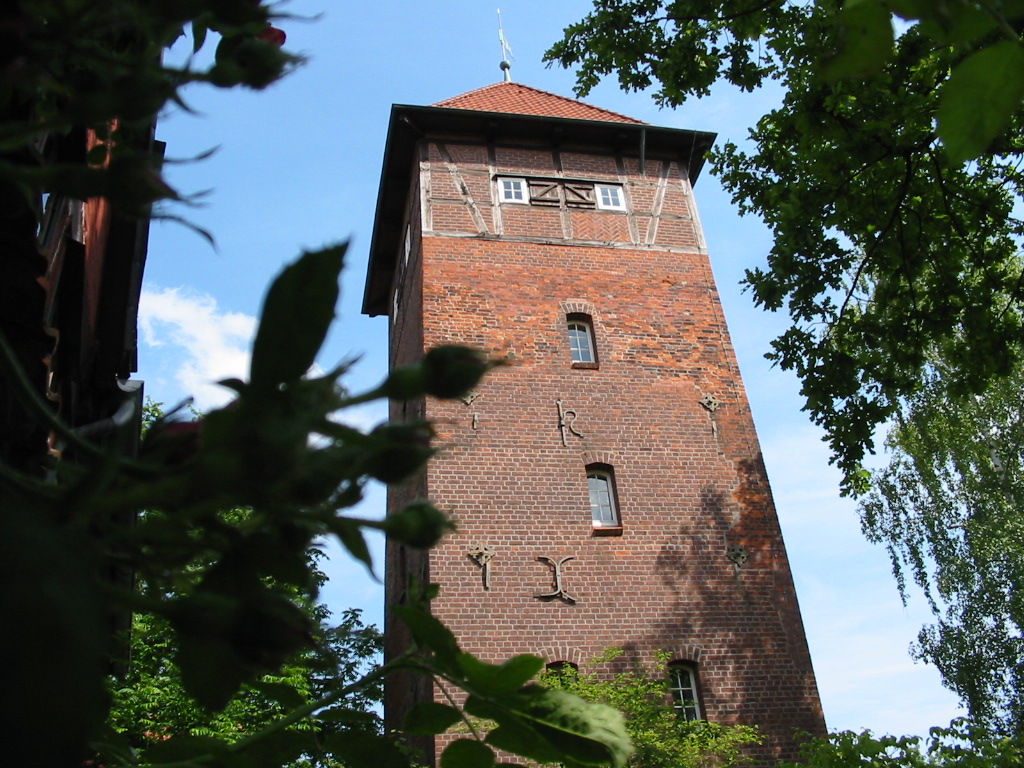
Стара водонапірна башта
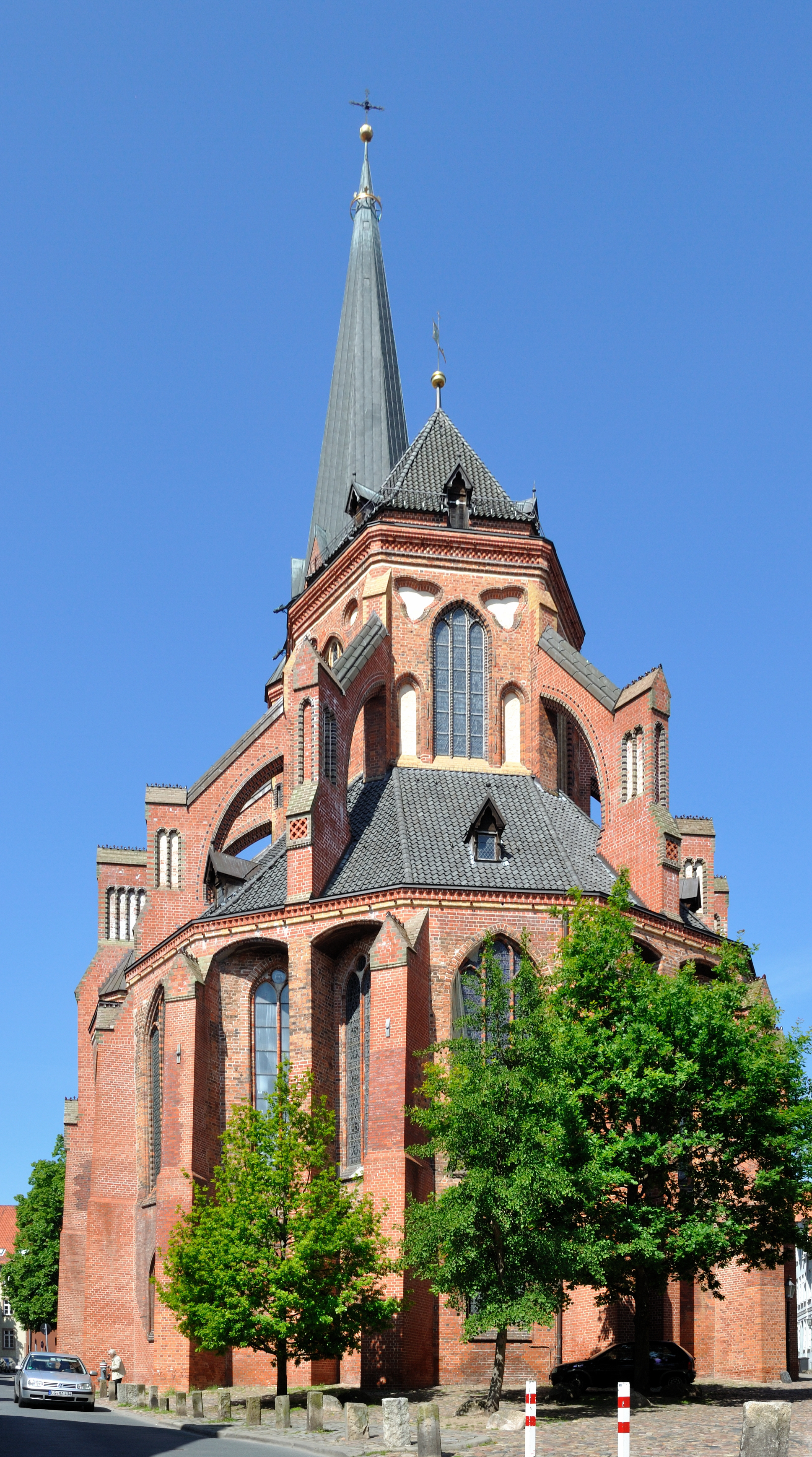
Церква Святого Миколи
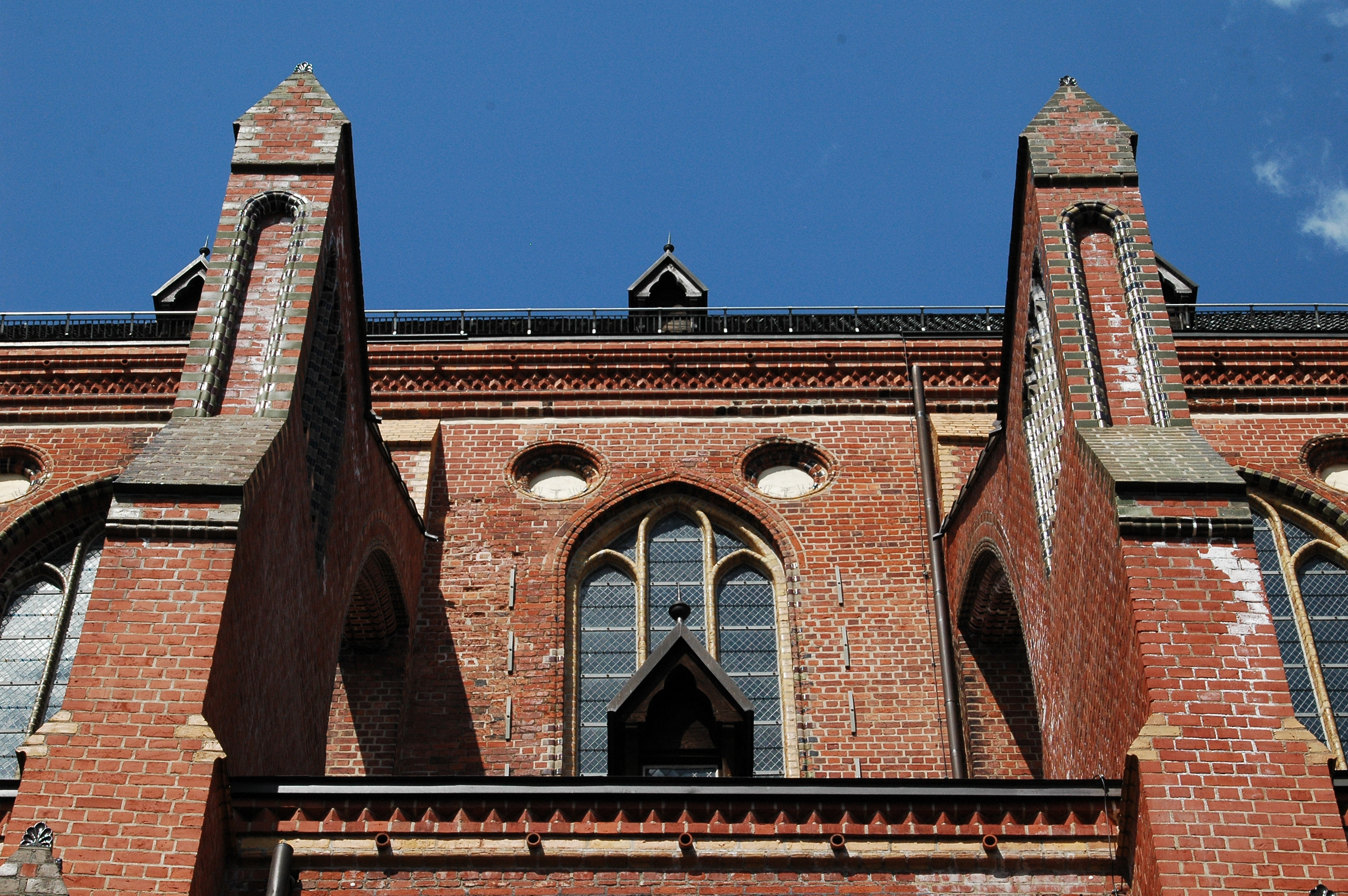
Деталь церкви Святого Миколи
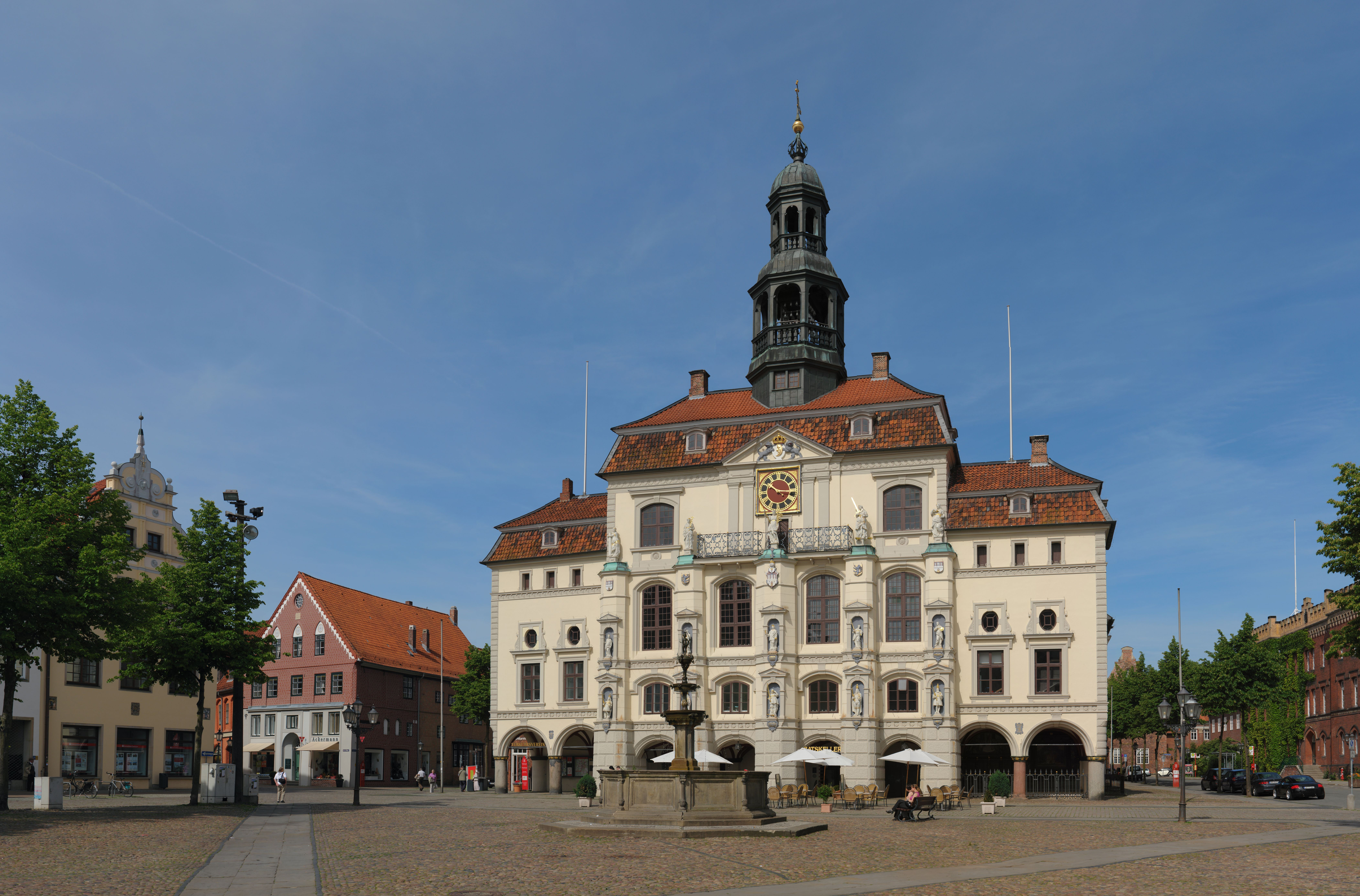
Ратуша
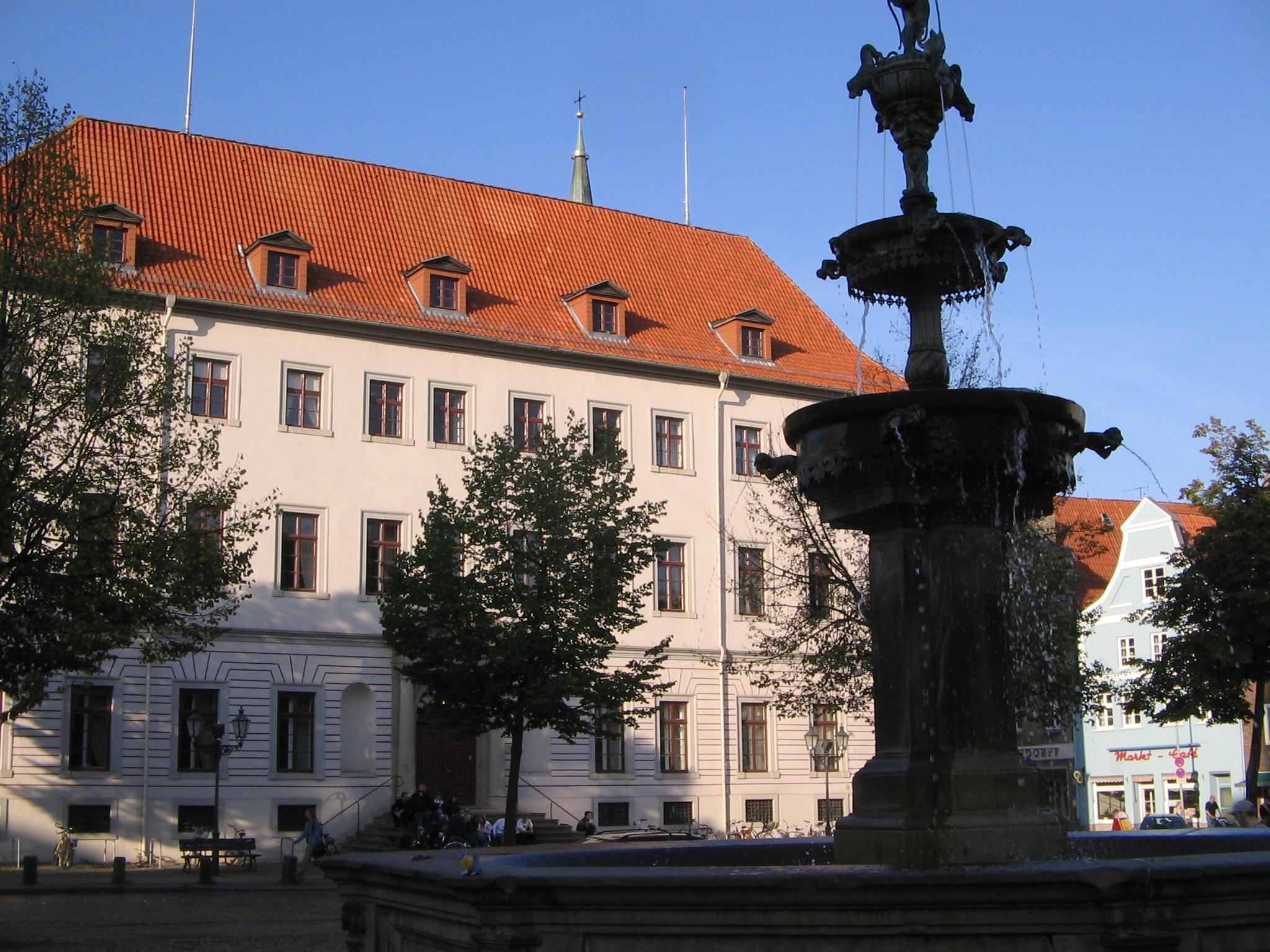
Міський замок на Ринку
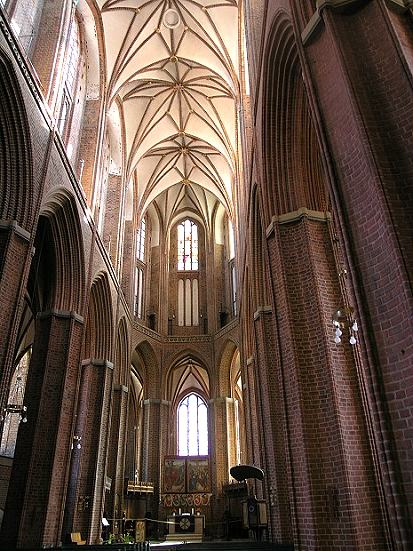
Інтер'єр церкви Святого Миколи
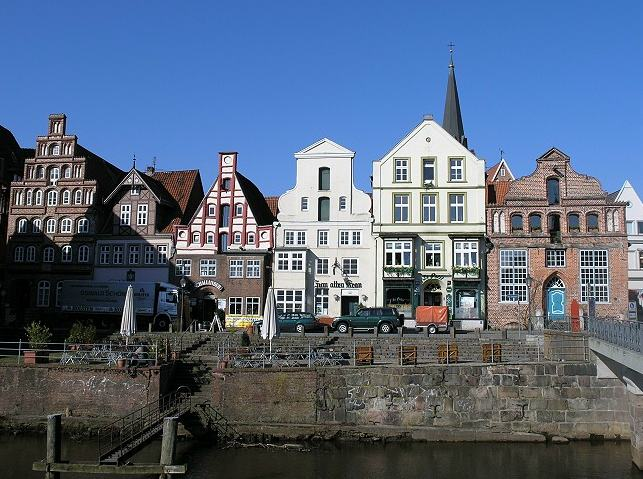
Штінтмаркт у Люнебурзькому порту
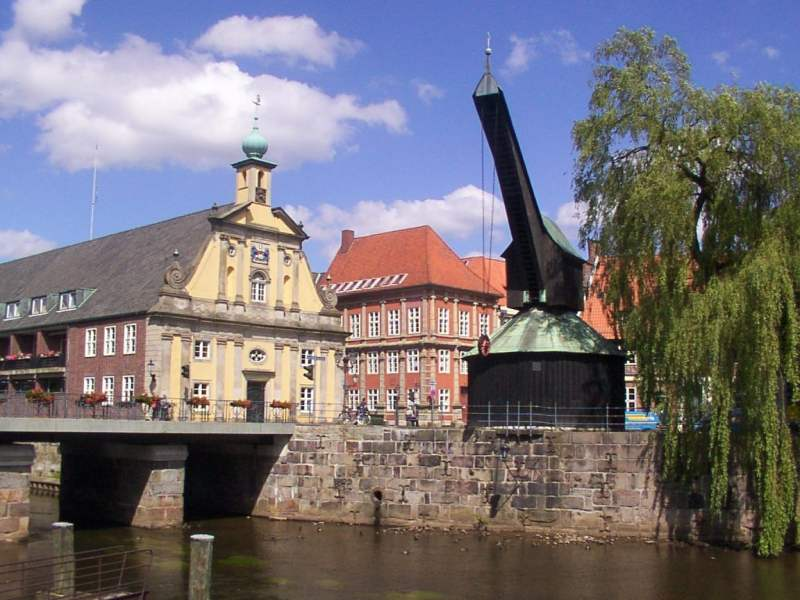
Стара гавань з портовим краном
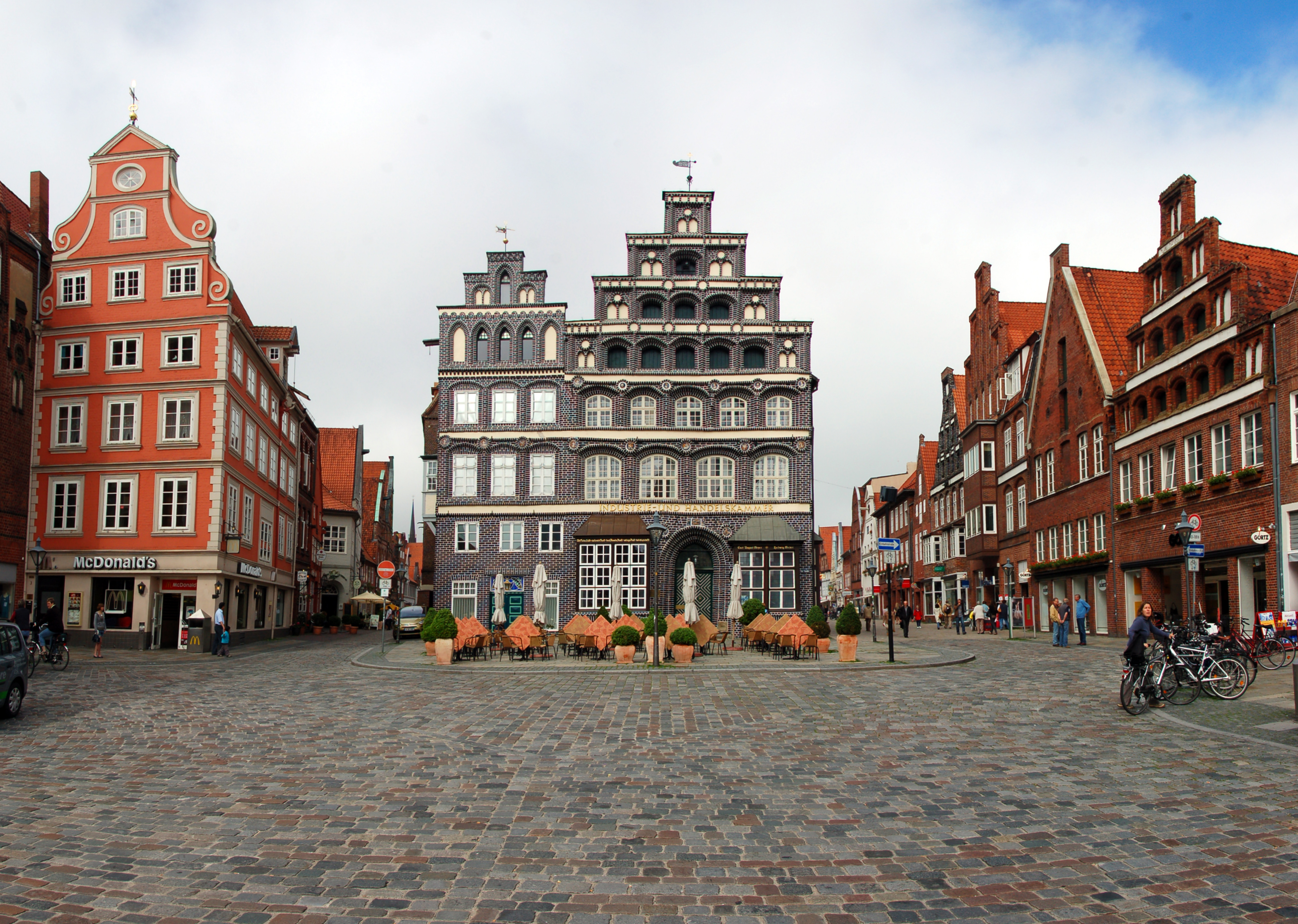
Площа «На піску» (Am Sande)
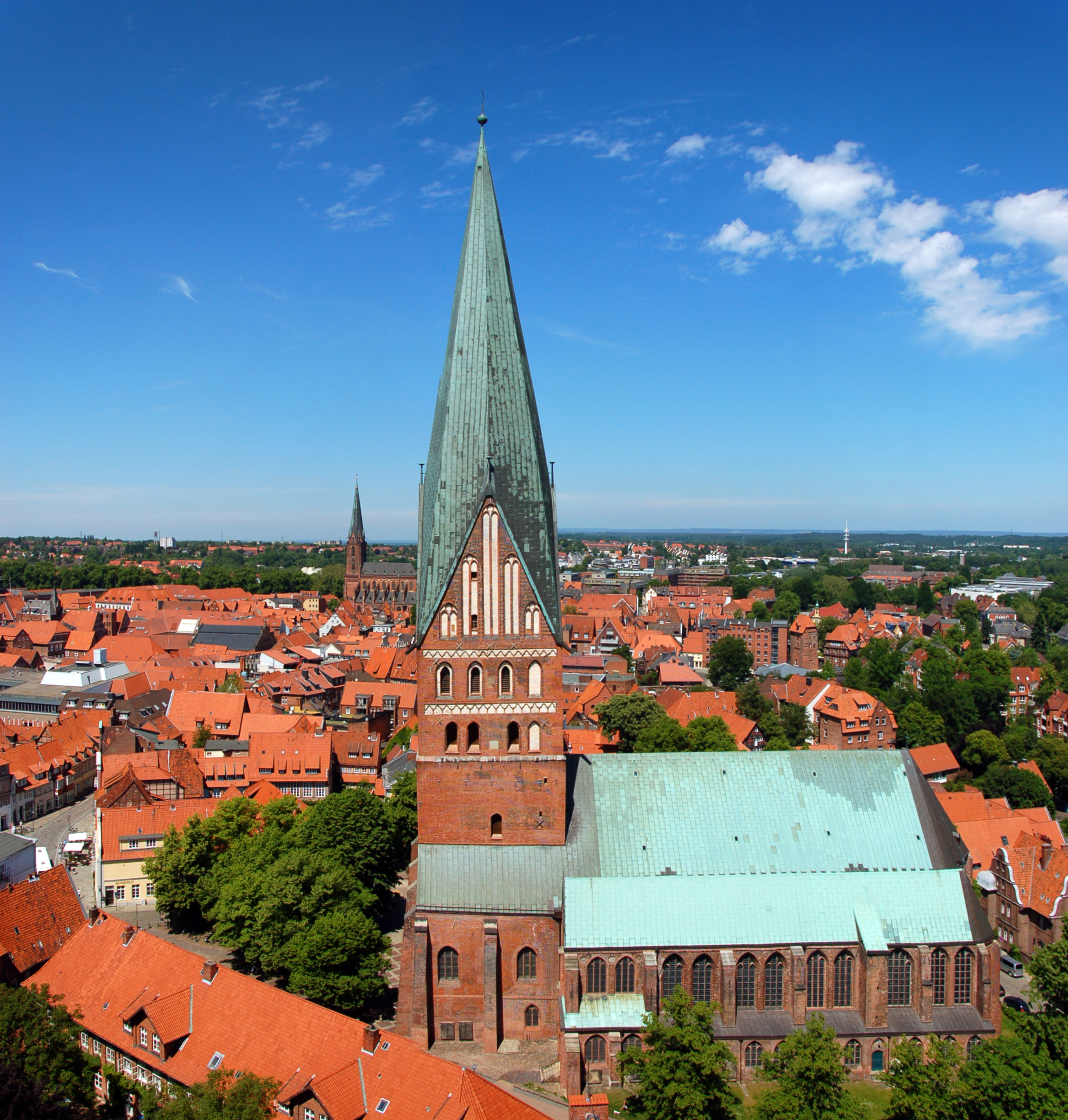
Вид з Водонапірної башти на місто й церкву Святого Йоганна
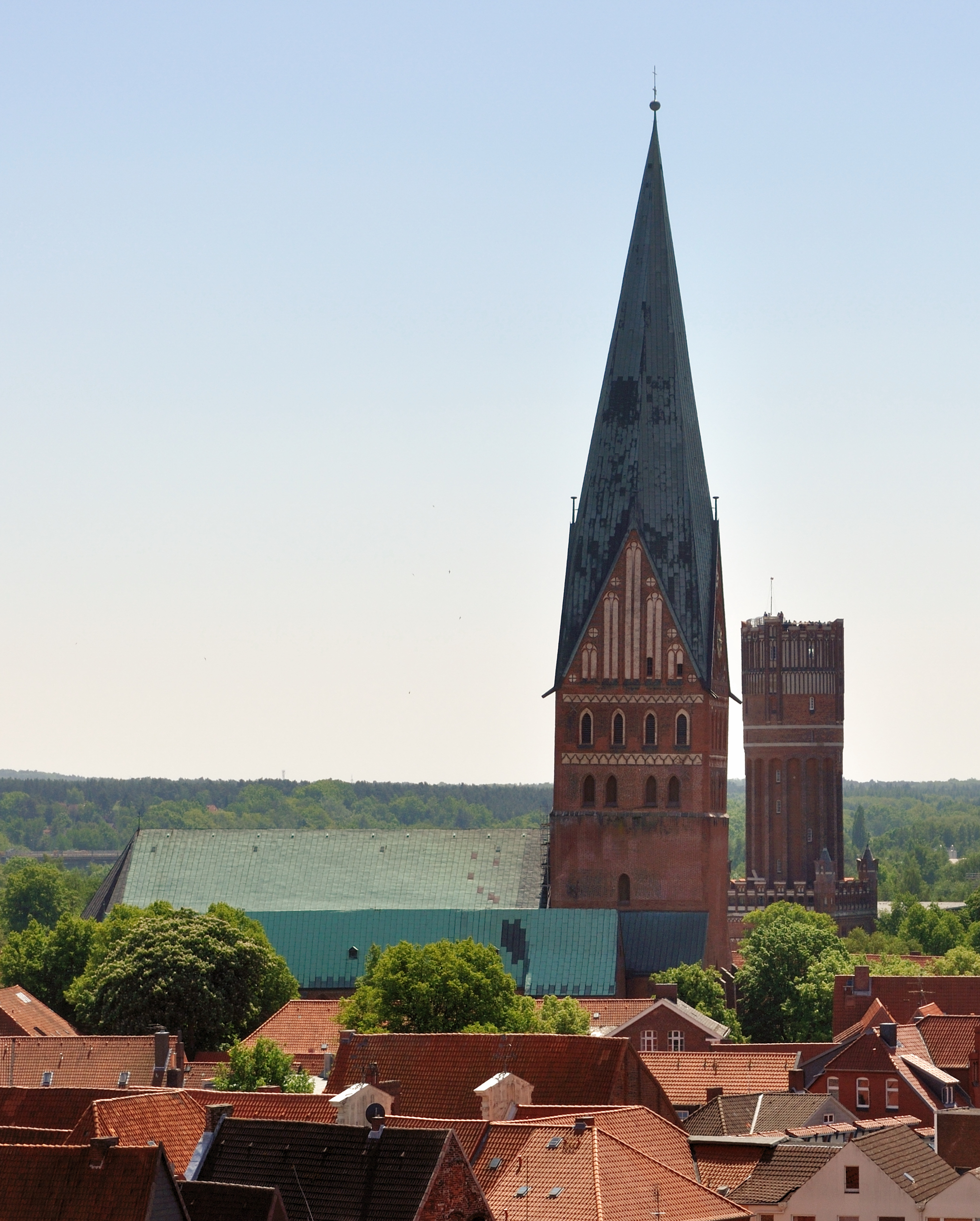
Вид на церкву Святого Йоганна та водонапірну башту
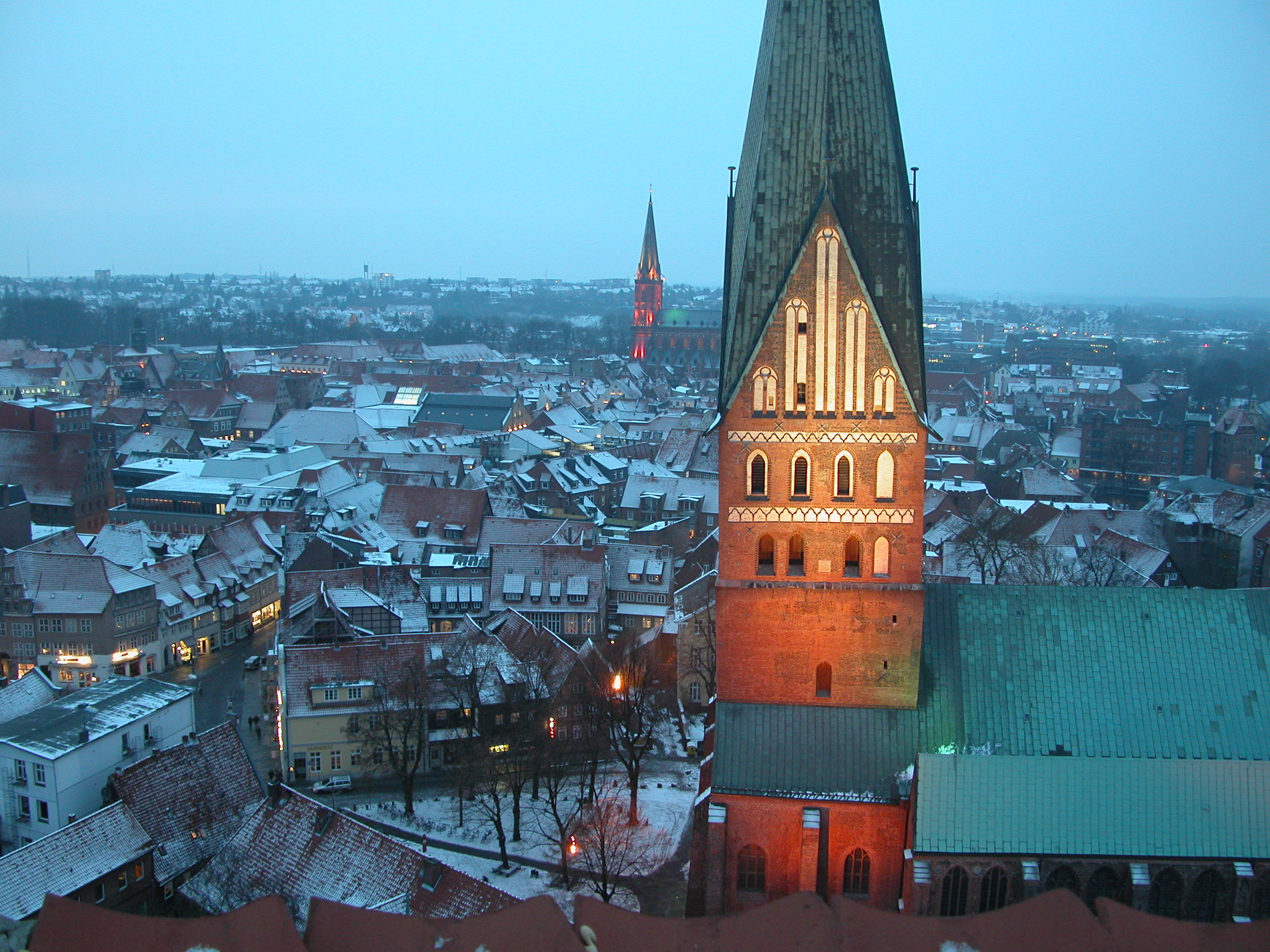
Зимовий пейзаж Люнебурга з церквами Святого Миколи й Святого Йоганна
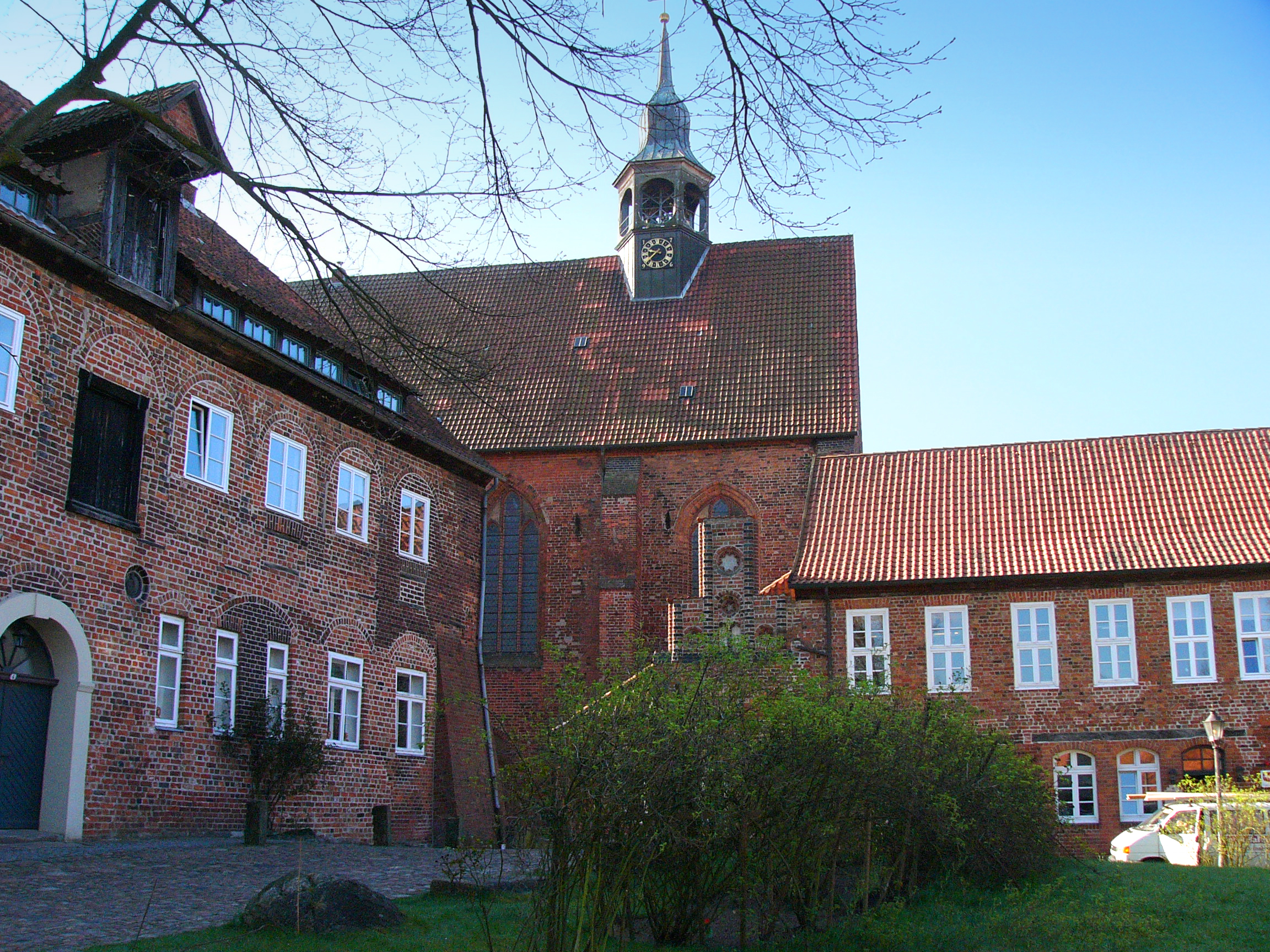
Монастир Люне
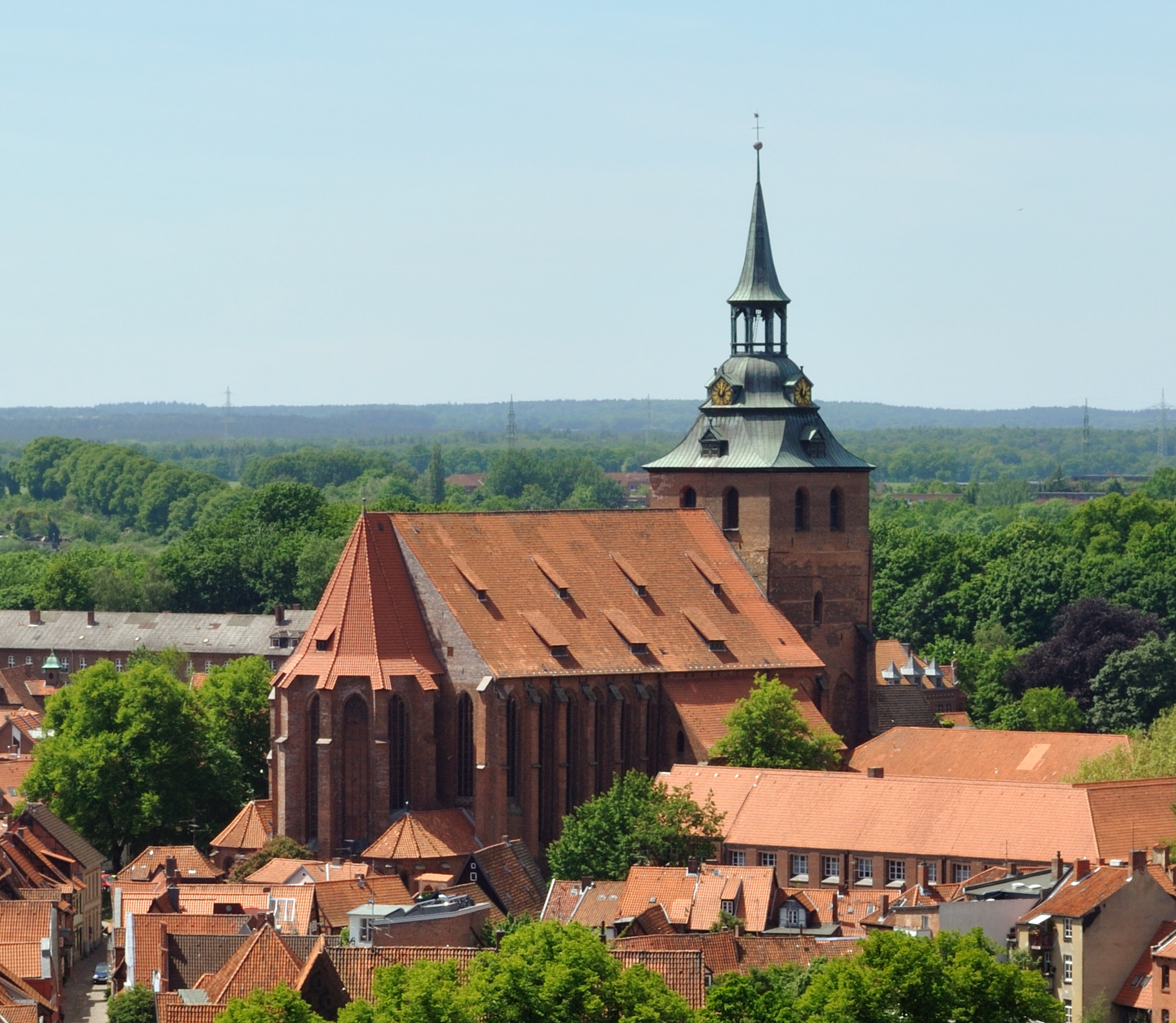
Церква Святого Михайла
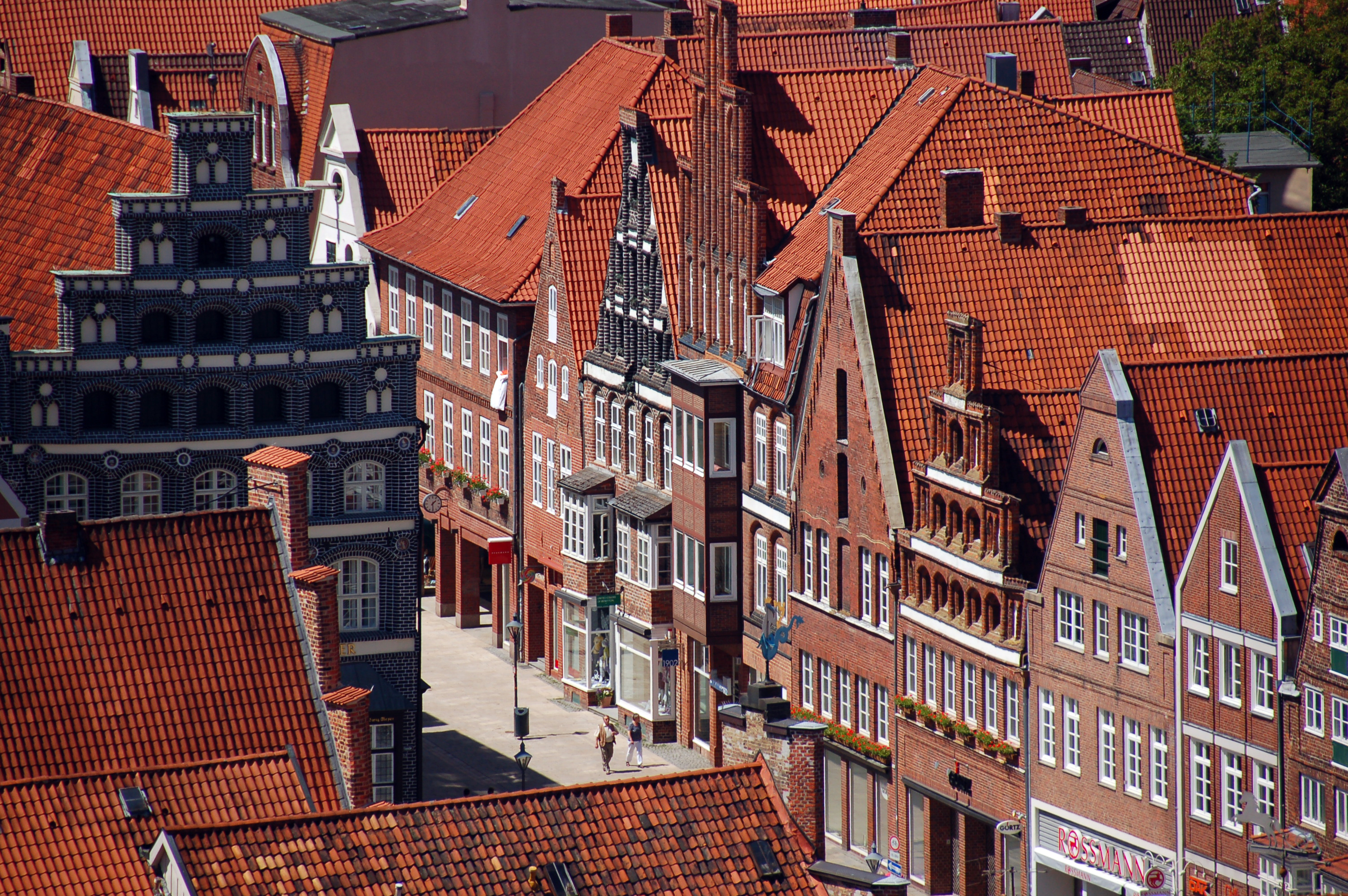
Давня забудова
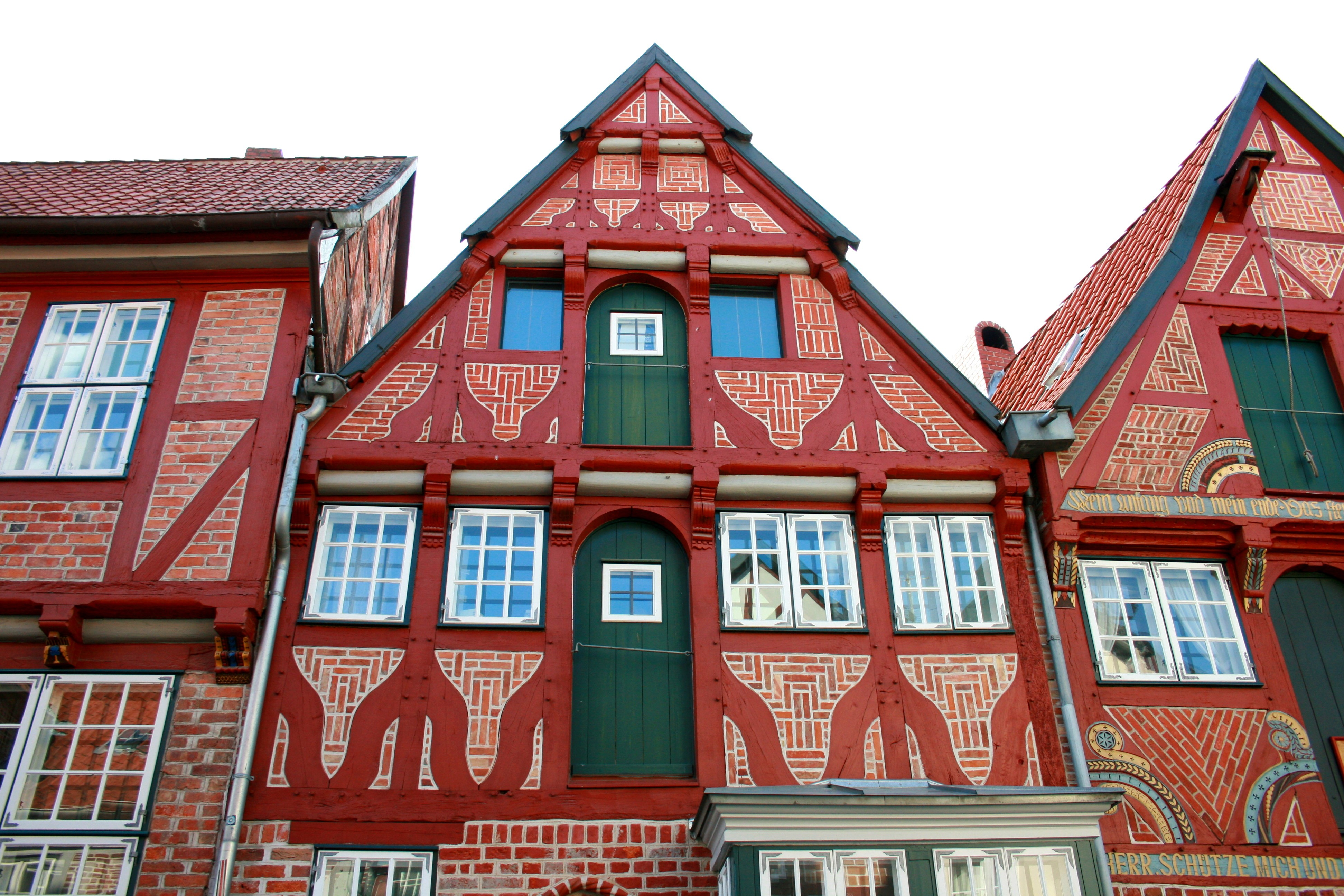
Фахверковий ансамбль у західній частині старого міста
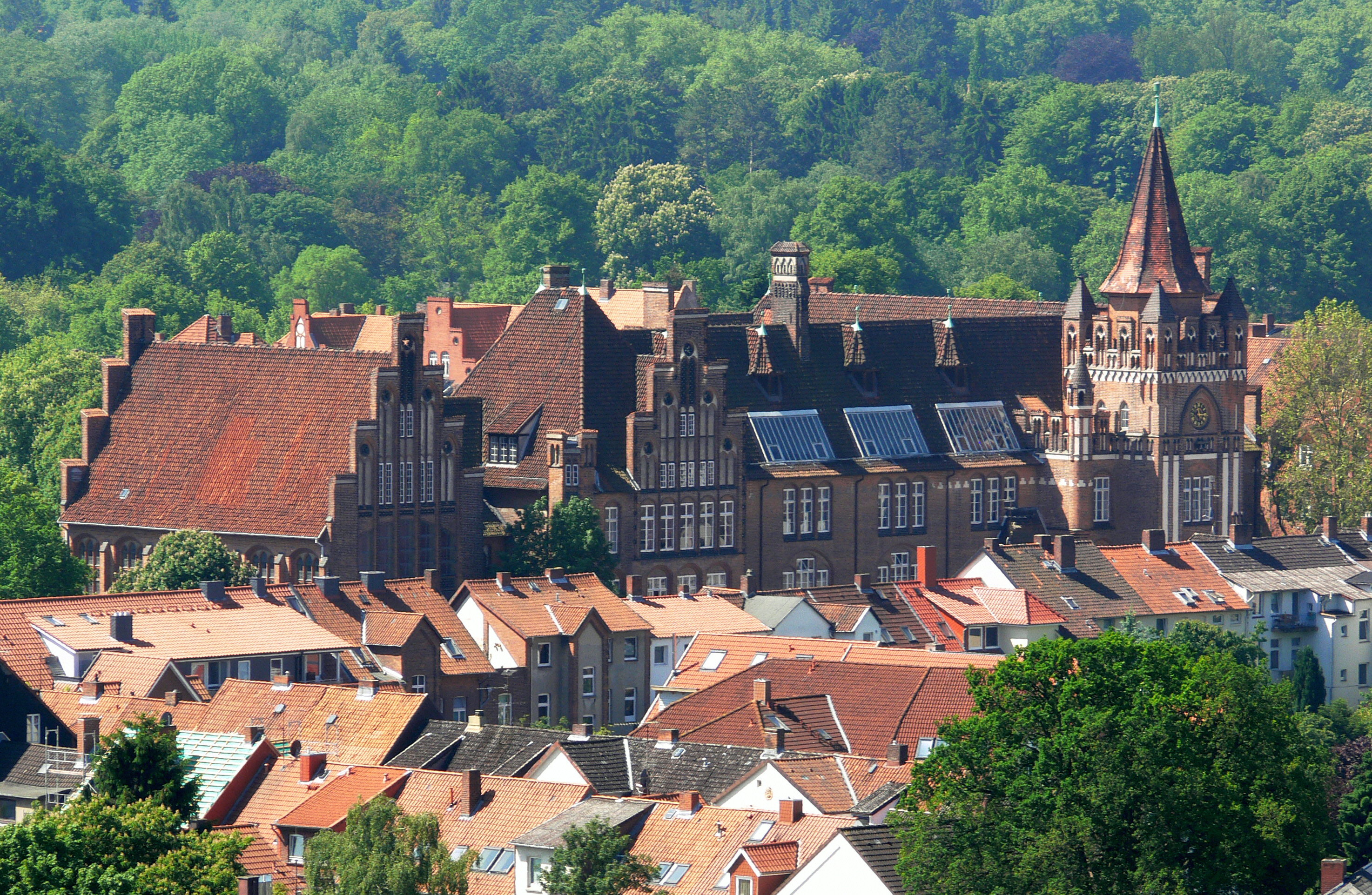
Школа імені Вільгельма Раабе
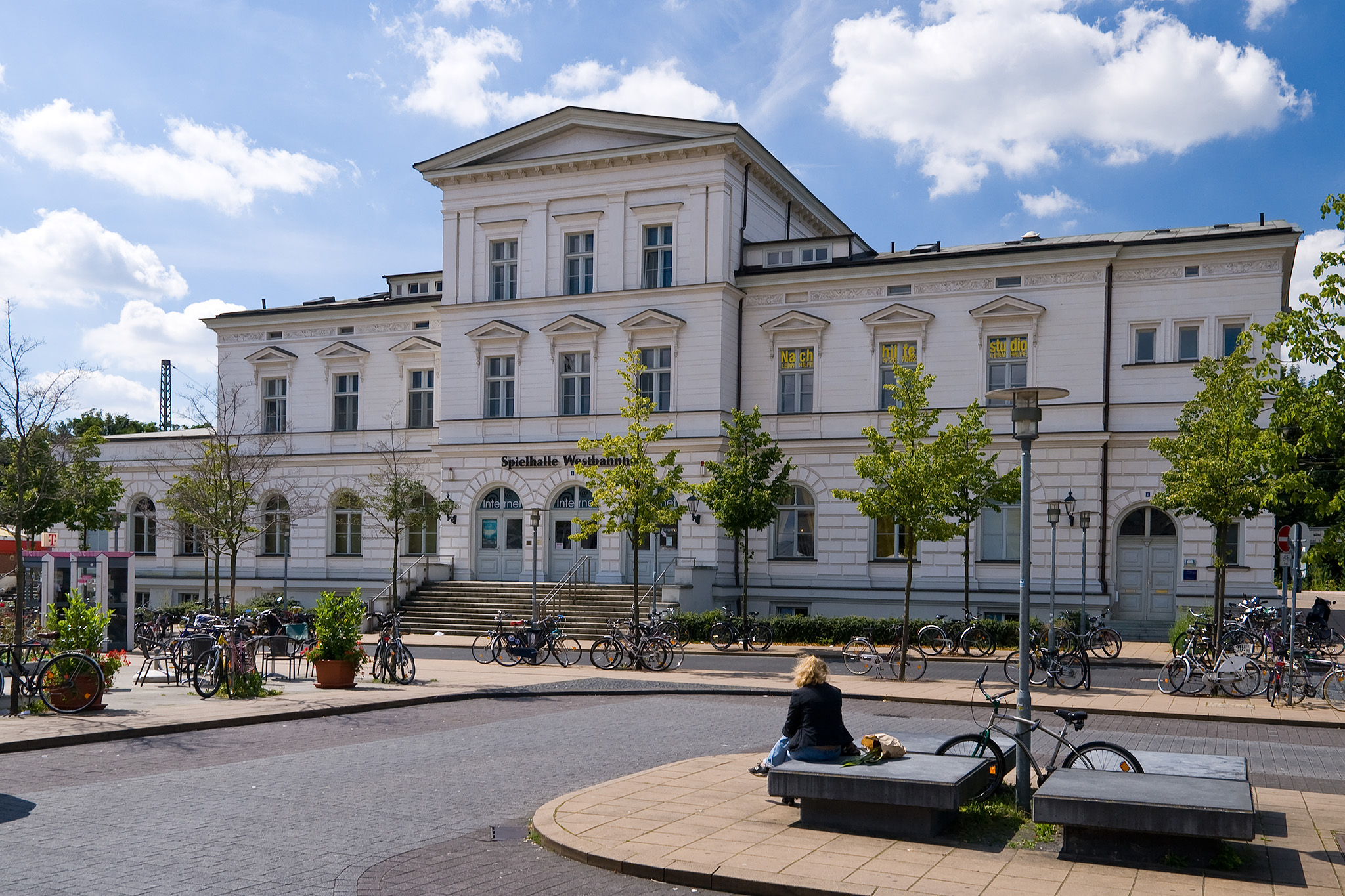
Люнебурзький вокзал